# دشت سلطان‌آباد ۴
دشت سلطان‌آباد ۴ یک روستا در ایران است که در بخش رستاق شهرستان داراب در استان فارس واقع شده‌است. دشت سلطان‌آباد ۴ حدود ۶۱ نفر جمعیت دارد.

## جمعیت
این روستا در دهستان کوهستان قرار دارد و براساس سرشماری مرکز آمار ایران در سال ۱۳۸۵، جمعیت آن ۶۱ نفر (۱۳ خانوار) بوده‌است.